# Cleveland Spiders
O Cleveland Spiders foi uma equipe de beisebol da Major League Baseball que jogou entre 1887 e 1899 em Cleveland, Ohio. O time jogou no National League Park de 1889 até 1890 e no League Park de 1891 até 1899.